# Monument în memoria consătenilor căzuți în 1941-1945 (Scoreni)
La marginea de nord-vest a satului Scoreni din raionul Strășeni, la intrarea dinspre Strășeni, este amplasat un monument în memoria consătenilor căzuți în 1941-1945. A fost instalat la începutul anilor 1980. Este un monument istoric de importanță națională, inclus în Registrul monumentelor ocrotite de stat din Republica Moldova.
Monumentul a fost grav avariat în 2011, când un grup de persoane au tăiat părți din corpul de metal al soldatului pentru a le vinde la fier uzat. Scările și piedestalul nu au avut de suferit. Ulterior, în locul statuii deteriorate a soldatului sovietic au fost instalate pietre comemorative în memoria consătenilor căzuți în cele două războaie mondiale, în intervenția sovietică în Afganistan și în conflictul armat de pe Nistru, cât și a celor deportați.

Noile pietre comemorative
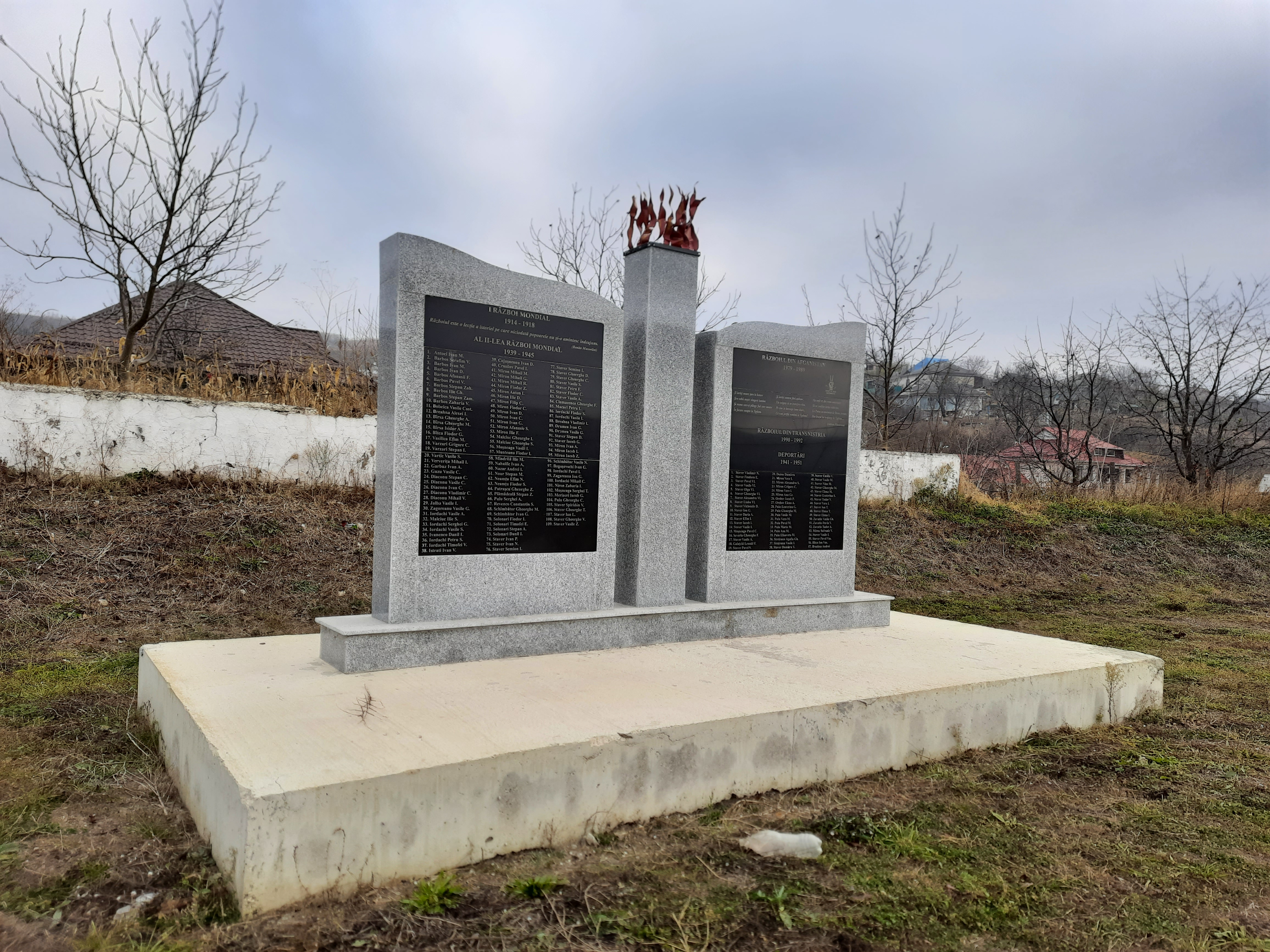
Vedere generală (piedestalul este cel original)
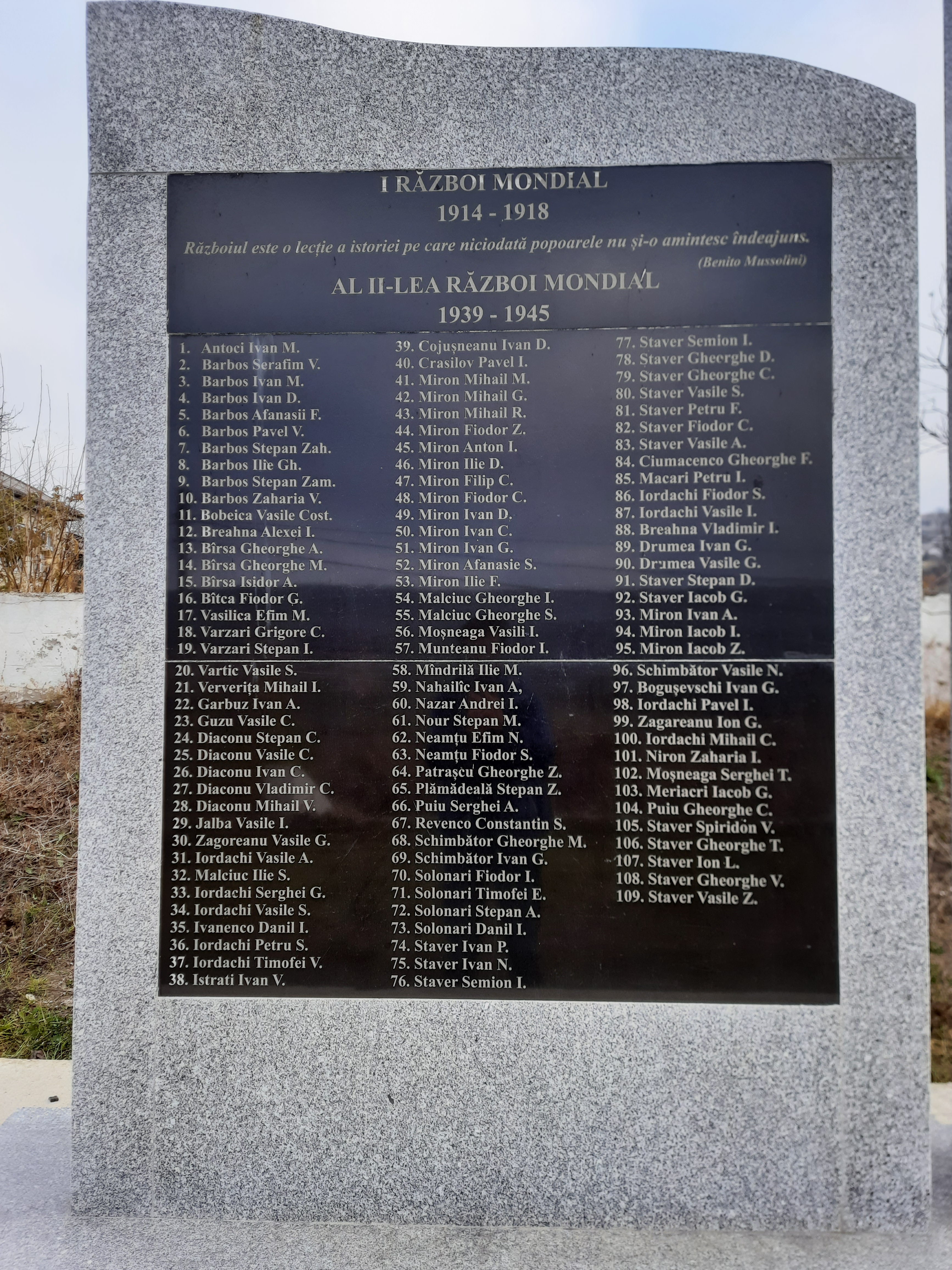
„Fila” 1: războaiele mondiale
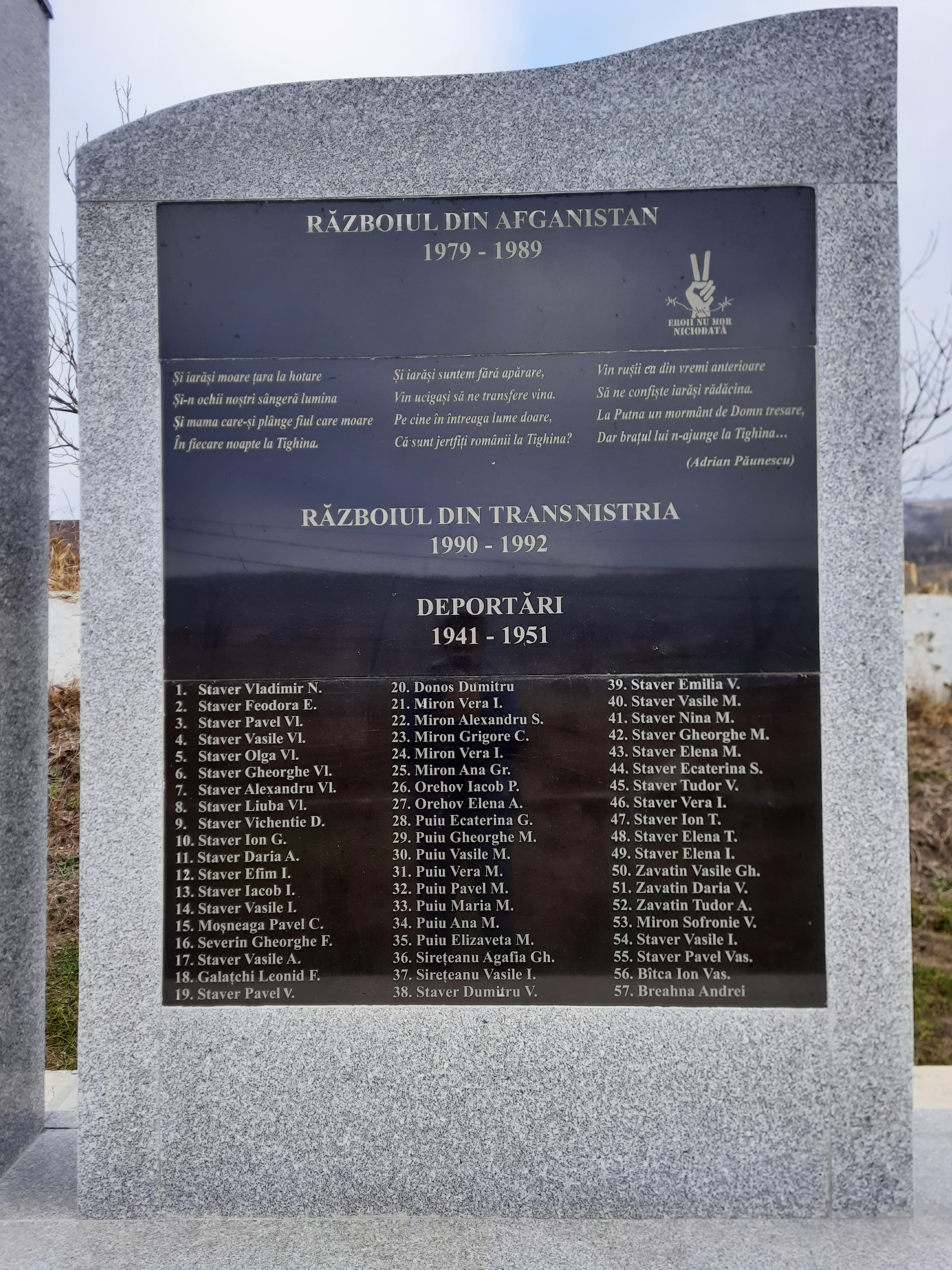
„Fila” 2: intervenția sovietică în Afganistan, conflictul armat de pe Nistru și deportările staliniste